# تومى هوبان
تومى هوبان (بالإنجليزية: Tommie Hoban)‏ (24 يناير 1994 في المملكة المتحدة - ) هو لاعب كرة قدم بريطاني في مركز الدفاع. شارك مع منتخب جمهورية أيرلندا تحت 17 سنة لكرة القدم ومنتخب جمهورية أيرلندا تحت 20 سنة لكرة القدم ومنتخب جمهورية أيرلندا تحت 21 سنة لكرة القدم. أما مع النوادي، فقد لعب مع نادي أرسنال ونادي واتفورد ونادي ويلدستون لكرة القدم.

## وصلات خارجية
- تومى هوبان على موقع قاعدة بيانات كرة القدم.إي يو (الإنجليزية)
- تومى هوبان على موقع Soccerbase.com (لاعب) (الإنجليزية)
- تومى هوبان على موقع Soccerway.com (الإنجليزية)
- تومى هوبان على موقع عالم كرة القدم.نت (الإنجليزية)
- تومى هوبان على موقع AS.com (الإسبانية)